# The Doctor and the Devils
The Doctor and the Devils (cu sensul de Doctorul și diavolii) este un film de groază gotic britanic din 1985 regizat de Freddie Francis și produs de Mel Brooks, prin intermediul companiei sale de producție Brooksfilms. Se bazează pe adevărata poveste a lui Burke și Hare, care în 1828, în Edinburgh, Scoția, au ucis cel puțin 16 persoane și le-au vândut trupurile pentru disecție anatomică.
În rolurile principale interpretează actorii Timothy Dalton  ca Dr. Thomas Rock (un personaj bazat pe Dr. Robert Knox⁠(d) din viața reală, căruia Burke și Hare i-au furnizat corpuri), Jonathan Pryce⁠(d) și Stephen Rea⁠(d) ca Fallon și Broom, personaje bazate pe Burke și Hare. Filmul a fost regizat de Freddie Francis și are un scenariu adaptat de Sir Ronald Harwood⁠(d) dintr-un scenariu de Dylan Thomas⁠(d) care nu a fost ecranizat anterior.

## Prezentare
Dr. Thomas Rock (Timothy Dalton) este un anatomist respectat din secolul al XIX-lea care predă la o școală medicală proeminentă. El este foarte pasionat de îmbunătățirea cunoștințelor medicale, o preocupare pentru care crede că „scopurile justifică mijloacele”. Din păcate, din cauza legilor timpului, foarte puține cadavre sunt disponibile legal celor care practică medicină, astfel că au apărut jefuitorii de cadavre din morminte care aduc cadavre medicilor contra cost. Tânărul asistent al dr. Rock, Dr. Murray (interpretat de Julian Sands), are sarcina de a cumpăra cadavrele, pentru care este autorizat să plătească o mică avere, în special pentru cadavrele mai proaspete.
Când criminalii alcoolici Fallon (Jonathan Pryce) și Broom (Stephen Rea) aud detaliile unei astfel de înțelegeri, încep să-i ucidă pe localnici și să le vândă trupurile. Treptat, dr. Murray devine din ce în ce mai suspect cu privire la proveniența șirului de cadavre proaspete care apar la școala medicală, dar dr. Rock îi respinge îngrijorările. Între timp, Murray a început să se îndrăgostească de frumoasa prostituată locală Jennie Bailey (Twiggy), care ajunge curând în vizorul celor doi criminali. Când prietena ei, Alice (Nichola McAuliffe) apare moartă în camera de disecție a Dr. Rock, Murray își dă seama ce se întâmplă cu adevărat și o salvează eroic pe Jennie din mâinile lui Fallon care vrea s-o ucidă. Ambii ucigași sunt prinși în curând de poliție. Broom face o înțelegere să-l toarne pe fostul său partener și astfel este eliberat. Fallon este spânzurat. Dr. Rock, datorită rolului său în aceste crime, ajunge subiectul indignării publice pe scară largă, dar în cele din urmă nu este pedepsit sau cenzurat de colegii săi.
Filmul se termină  cu Rock meditând la responsabilitatea sa privind ororile care au avut loc și concluzionează: „Doamne, știam ce fac”.

## Distribuție
| - Timothy Dalton - Dr. Thomas Rock - Jonathan Pryce⁠(d) - Robert Fallon - Twiggy⁠(d) - Jennie Bailey - Julian Sands⁠(d) - Dr. Murray - Stephen Rea⁠(d) - Timothy Broom - Patrick Stewart - Professor Macklin - Lewis Fiander⁠(d) - Dr. Thornton - Phyllis Logan⁠(d) - Elizabeth Rock - Beryl Reid⁠(d) - Mrs. Flynn - T. P. McKenna⁠(d) - O'Connor - Siân Phillips⁠(d) - Annabella Rock - Philip Davis⁠(d) - Billy Bedlam - Philip Jackson⁠(d) - Andrew Merry-Lees - David Bamber⁠(d) - Cronin - Nichola McAuliffe⁠(d) - Alice - Dermot Crowley⁠(d) - Mr. Webb | - Stephen Yardley⁠(d) - Joseph - John Horsley⁠(d) - Dr. Mackendrick - Jack May⁠(d) - Dr. Stevens - Rachel Herbert⁠(d) - Mrs. Stevens - Simon Shepherd⁠(d) - Harding - David Parfitt⁠(d) - Billings - Jeff Rawle⁠(d) - Lambert - W. Morgan Sheppard⁠(d) - Landlord - Jennifer Jayne⁠(d) - Barmaid - Moira Brooker⁠(d) - Molly the Maid - Roy Evans⁠(d) - Sewerman - Peter Burton⁠(d) - Customer - Leonard Maguire⁠(d) - Nightwatchman - Ray Dunbobbin⁠(d) - Tinker - Shaun Curry⁠(d) - Policeman |

## Producție
Fondatorul și producătorul executiv al Brooksfilms, Mel Brooks, care a fost un fan al groazei toată viața sa, a dobândit drepturile asupra scenariului  lui Dylan Thomas The Doctor and the Devils (publicat pentru prima dată în 1953, dar care n-a fost produs anterior) în speranța adaptării acestuia într-un film de groază. El l-a angajat pe regizorul și fostul director de imagine Freddie Francis, care în anii 1960 și anii 1970 a regizat o serie de filme de groază pentru renumitele companii britanice de producții de groază Hammer Film Productions și Amicus Productions. Intenția inițială a lui Brooks a fost de a folosi pur și simplu titlul scenariului lui Thomas, dar Francis a insistat pentru a se folosi cât mai mult din scenariul original. S-a stabilit un compromis cu dramaturgul și scenaristul Ronald Harwood,⁠(d) care a adaptat opera mai cerebrală a lui Thomas în ceva mai apropiat genului de groază. În ciuda rescrierii, o mare parte din dialogul original scris de Thomas s-a păstrat.

## Recepție
Filmul s-a zbătut să-și găsească un public și nu a fost bine primit de critici. Roger Ebert a dat filmului o stea și jumătate din patru, scriind: „[...] este plictisitor, trist, sumbru [...]", dar a lăudat-o pe vedeta Twiggy ca fiind „singura rază de soare” a filmului. Vincent Canby de la New York Times a dat filmului o recenzie mai pozitivă, scriind că are „o distribuție engleză de primă clasă” și adăugând că „scenariul domnului Harwood, care păstrează mult din dialogul original al lui Thomas, este mult mai distractiv de văzut decât scenariul lui Thomas este de citit."